# Taoyuan (Changde)
Taoyuan (桃源县,  Táoyuán Xiàn, englisch Taoyuan – „Pfirsichbach“) ist ein Landkreis der bezirksfreien Stadt Changde im Norden der chinesischen Provinz Hunan. Er hat eine Fläche von 4.442 Quadratkilometern und zählt 980.000 Einwohner (Stand: 2023). Sein Hauptort ist die Großgemeinde Zhangjiang (漳江街道).

## Etymologie

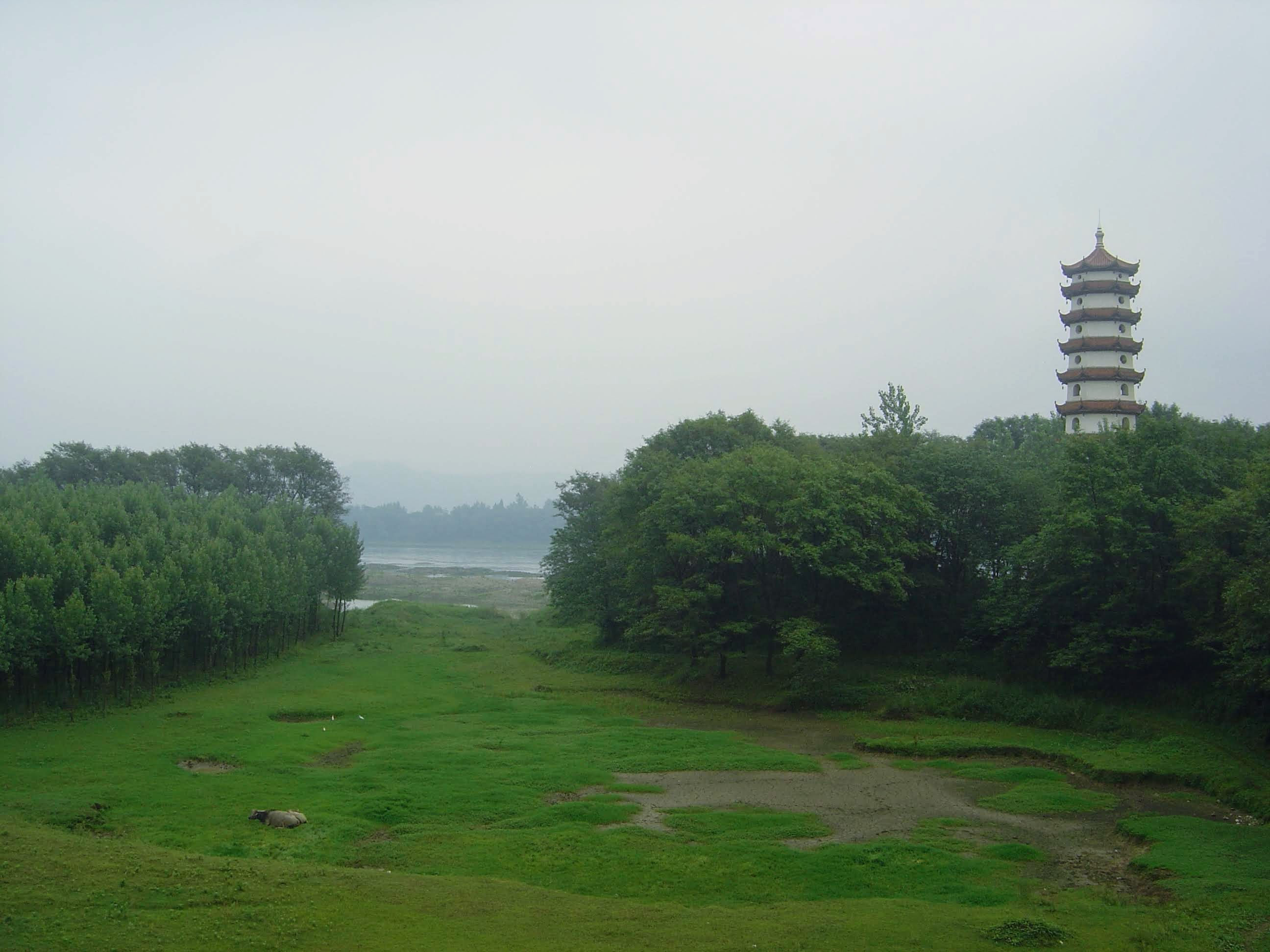
Die Chuwang-Pagode wurde im Jahr 1893 vom Bezirksgouverneur YU Liangdong errichtet und die Treppe führt zur Stadt Cailing, die von König Ping von Chu (ca. 516 v. u. Z.) erbaut wurde.

Der Name Taoyuan, bedeutet wörtlich „Pfirsich“(桃) und „Bach“ (源). Es handelt sich um eine vereinfachte Form der bekannten Sehenswürdigkeit und des Utopias Taohuayuan（chinesisch 桃花源, Pinyin Táohuā Yuán – „Pfrischblumenbach“）, die sich im Inneren des Landkreises befindet.

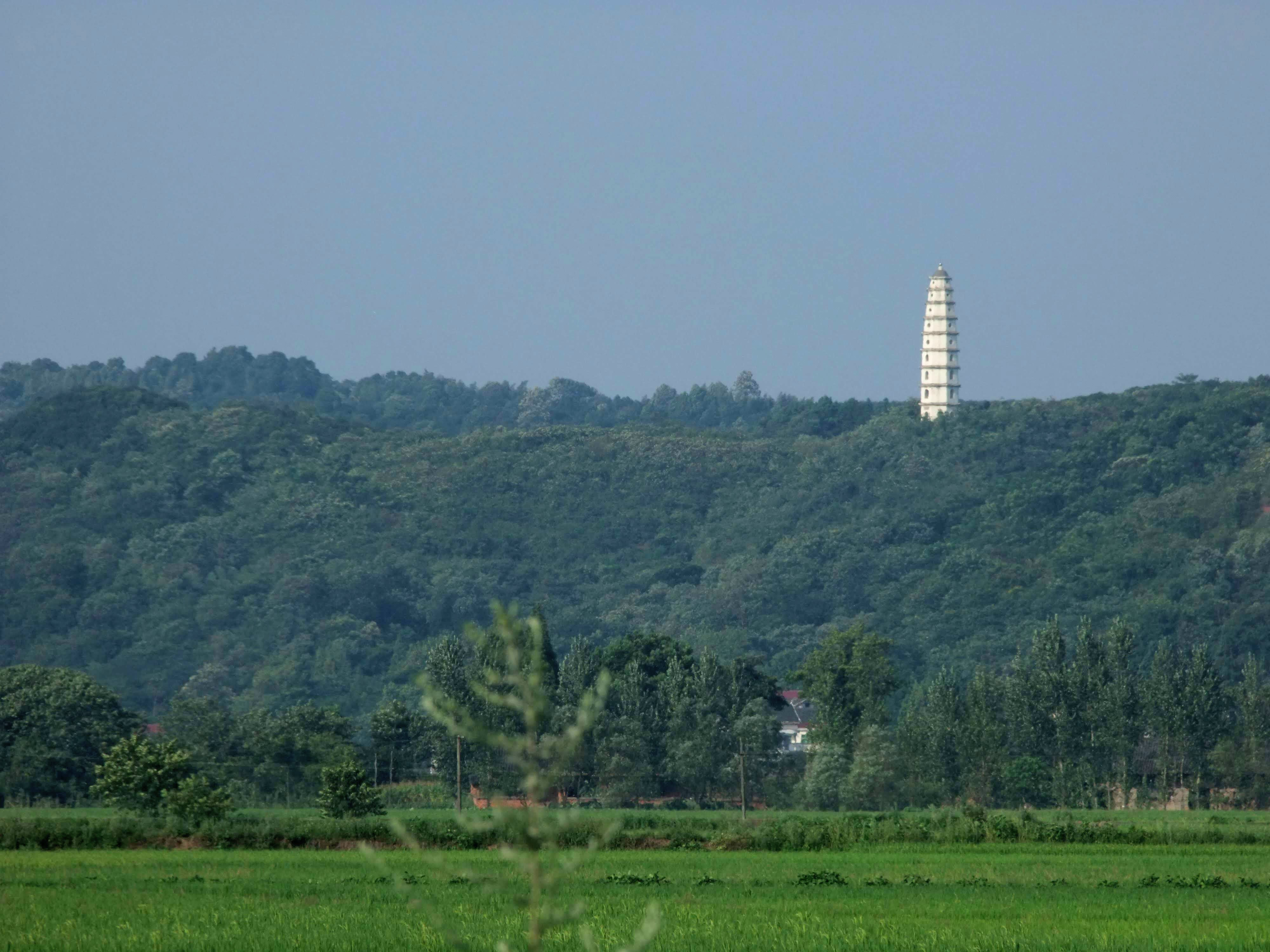
Die Huifeng-Pagode wurde im Jahr 1839, vom Amtmann HU Taijie überwacht und gebaut.

## Administrative Geschichte
Im Zeit der Streitenden Reiche (ca. 516 v. u. Z.) gehörte das Gebiet des heutigen Taoyuan zum Staat Chu. Im West Han bezeichnet das Gebiet von Linyuan (临沅县). Während der Östlichen Han-Dynastie wurde Yuan Nan (沅南县) etabliert. Im Sui-Dynastie (583) wurde Yuan Nan in den Landkreis Wuling (武陵县) integriert.
Im Nördlichen Song-Dynastie (963) wurde Taoyuan (桃源县) aus dem Landkreis Wuling herausgelöst und dem Langzhou (朗州) angegliedert. Später wurde Langzhou in Dingzhou (鼎州) umbenannt. Im Südlichen Song-Dynastie (1165) wurde Dingzhou in Changde Fu (常德府) umbenannt und Taoyuan gehörte zu Changde Fu.
Im Yuan-Dynastie (1295) wurde Taoyuan zum Taoyuan Zhou (桃源州) erhoben und gehörte zur Changde Lu (常德路). Im Ming-Dynastie (1369) wurde Changde Lu erneut in Changde Fu umbenannt und Taoyuan Zhou wurde zum Kreis Taoyuan (桃源县) herabgestuft.

## Administrative Gliederung
Auf Gemeindeebene setzt sich der Kreis aus achtzehn Großgemeinden und zweiundzwanzig Gemeinden (davon eine der Hui und Uiguren und eine der Uiguren und Hui) zusammen. 